# Carausius exsul
Carausius exsul är en insektsart som beskrevs av Werner 1930. Carausius exsul ingår i släktet Carausius och familjen Phasmatidae. Inga underarter finns listade.